# Блажека, Джюро
Джюро Блажека (хорв. Đuro Blažeka; 8 апреля 1968, Прелог, Социалистическая Республика Хорватия, Югославия —) — хорватский лингвист, лексикограф, диалектолог и эксперт по кайкавскому наречию.
В 1992 году окончил курс хорватского и южнославянских языков в Загребе. Защитил докторскую диссертацию о Диалектах Меджимурья в 2004 году. С 1998 года читает лекции в Хорватском языковом колледже при Педагогическом колледже в Чаковце. С 1 октября 2006 г. по 11 ноября 2008 г. - декан Высшей школы.